# Ирландия на «Евровидении-2015»
Ирландия приняла участие в конкурсе песни «Евровидение 2015» в Австрии. Представитель был выбран путём национального отбора при помощи конкурса «Eurosong 2015», организованным ирландским национальным вещателем «RTÉ».